# Academia de Ciencias y Artes de Bosnia y Herzegovina
La Academia de Ciencias y Artes de Bosnia y Herzegovina (ANUBiH) (en bosnio, croata y serbio: Akademija nauka i umjetnosti Bosne i Hercegovine, en alfabeto cirílico: Академија наука и умјетности Босне и Херцеговине) es la academia nacional de Bosnia y Herzegovina.

## Historia
La ANUBiH surgió de la Sociedad Científica, fundada en 1951, por decisión de la Asamblea de la República de Bosnia y Herzegovina, la máxima autoridad del país, sobre la formación de la Sociedad Científica de Bosnia y Herzegovina. La Sociedad Científica continuó operando como la institución de más alto nivel dedicada a la ciencia hasta 1966, cuando la Asamblea Nacional aprobara una ley que dio origen a la Academia de Ciencias y Artes de Bosnia y Herzegovina. La ANUBiH se encarga, de acuerdo a esta Ley, de la responsabilidad del desarrollo de las ciencias y las artes, organizando investigaciones y eventos basados en esos campos, con documentos escritos por sus miembros y asociados, y en general con el estado de ciencia y las artes, y su desarrollo en Bosnia y Herzegovina. La Academia es un organismo completamente independiente , gobernado solo por los principios e intereses de la ciencia y las convicciones independientes de sus miembros. El estatuto de la Academia gobierna todos los  aspectos de su organización, administración y operaciones en todos los campos en que está activo.

## Departamentos
La Academia está conformada por 6 departamentos:
- Ciencias sociales
- Ciencias medicinales
- Ciencias técnicas
- Matemáticas y Ciencias naturales
- Literatura
- Artes

## Comités
Entre los comités incluyen:
- Biblioteca y documentación
- Consejo para la cooperación internacional
- Consejo de publicación
- Desarrollo científico, tecnológico y social

## Presidentes
- Vaso Butozan (1966–1968)
- Branislav Đurđev (1968–1971)
- Edhem Čamo (1971–1977)
- Alojz Benac (1977–1981)
- Svetozar Zimonjić (1981–1990)
- Seid Huković (1990–1999)
- Božidar Matić (1999–presente)

## Miembros honorarios
- Josip Broz Tito - 19 de noviembre de 1969
- Ivo Andrić - 23 de diciembre de 1969
- Rodoljub Čolaković - 23 de diciembre de 1969
- Edvard Kardelj - 29 de abril de 1971
- Vladimir Bakarić - 18 de abril de 1974
- Ivan Supek - 14 de mayo de 2002
- Bogdan Bogdanović - 14 de mayo de 2002
- Adil Zulfikarpašić - 14 de mayo de 2002